# Jacob Thorkelson

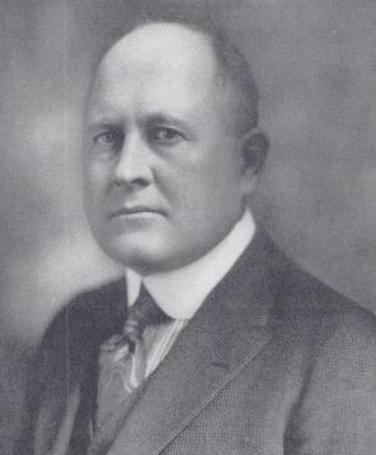
Thorkelson, 1921

Jacob Thorkelson (* 24. September 1876 in Egersund, Norwegen; † 20. November 1945 in Butte, Montana) war ein US-amerikanischer Politiker. Zwischen 1939 und 1941 vertrat er den Bundesstaat Montana im US-Repräsentantenhaus.

## Frühe Jahre
Jacob Thorkelson besuchte die Schulen seiner norwegischen Heimat und kam im Jahr 1892 in die Vereinigten Staaten. Dort studierte er Nautik. Ab 1896 war er in der Schifffahrt tätig. Zwischen 1897 und 1899 gehörte er der maritimen Reserve der Nationalgarde von Virginia an. Von 1900 bis 1907 war er Offizier an Bord von Ozeanschiffen. Danach studierte er an der University of Maryland, Baltimore Medizin. An dieser Universität war er von 1911 bis 1913 auch Mitglied der medizinischen Fakultät.

## Weitere Laufbahn
Im Jahr 1913 zog Jacob Thorkelson nach Dillon im Beaverhead County in  Montana. Nach weiteren Umzügen innerhalb Montanas gelangte er 1920 nach Butte. In Montana arbeitete Thorkelson als Arzt und Chirurg. In den Jahren 1936 bis 1939 gehörte er auch der Reserve der US-Marine an. Thorkelson war Mitglied der Republikanischen Partei. Im Jahr 1938 wurde er als deren Kandidat zum Nachfolger von Jerry J. O’Connell im US-Repräsentantenhaus gewählt. Dort absolvierte er die Legislaturperiode zwischen dem 3. Januar 1939 und dem 3. Januar 1941. Für die nächsten Kongresswahlen wurde Thorkelson nicht mehr von seiner Partei nominiert. Die Nominierung erhielt stattdessen Jeannette Rankin.
Nach seinem Ausscheiden aus dem US-Kongress wurde Thorkelson wieder als Arzt tätig. Im Jahr 1942 kandidierte er für einen Sitz im US-Senat, 1944 bewarb er sich um das Amt des Gouverneurs von Montana. Beide Kandidaturen blieben erfolglos. Jacob Thorkelson starb im November 1945 in Butte.